# Black Books
Black Books è una sitcom britannica trasmessa su Channel 4. È stata scritta e ideata da Dylan Moran, Graham Linehan, Arthur Mathews, Kevin Cecil e Andy Riley e prodotta da Nira Park. Lo show ha vinto il premio BAFTA come Best Situation Comedy nel 2000 e successivamente, nel 2005, ha inoltre vinto una "Bronze Rose" (Rosa di Bronzo) al Festival Rose d'Or di Montreux nel 2001.
La serie è ambientata nell'eponimo "Black Books", una piccola libreria situata nel quartiere di Bloomsbury, al centro di Londra. Lo show ruota attorno alla vita dell'Irlandese eccentrico, misantropo e alcolista Bernard Black (interpretato da Dylan Moran), proprietario della libreria. Co-protagonisti della serie sono il suo assistente Manny (Bill Bailey) e la loro amica Fran (Tamsin Greig).

## Produzione
Tra il 2000 e il 2004 furono girate tre stagioni di Black Books, ciascuna di sei episodi.
Le scene all'esterno del negozio sono state girate fuori da una vera libreria, chiamata "Collinge & Clark" e situata a Leigh Street, nel quartiere di Bloomsbury. Il pub nel quale sono state girate alcune scene dei primi episodi adesso è diventato un ristorante chiamato "The Norfolk Arms". L'indirizzo fittizio del negozio (come si vede in una lettera all'inizio dell'episodio intitolato "Travel Writer") è "Black Books, 13 Little Bevan Street, Bloomsbury, London WC1". Lo stesso Manny nel sesto episodio della prima stagione afferma che il negozio è «giusto vicino a Russell Square».

## Trama
La serie è incentrata sull'abitudine che Bernard ha di evitare contatti con il mondo esterno e le persone che lo abitano, ad eccezione della sua vecchia amica Fran Katzenjammer. Bernard mostra scarso entusiasmo o interesse negli affari (o. praticamente, in nient'altro che sia bere, leggere e fumare) e si rifiuta di interagire con qualsiasi persona al di fuori della sua libreria. Molti episodi sono incentrati sui tentativi condotti da Manny e Fran per cercare di forzarlo a condurre uno stile di vita più accettabile sul piano della socialità. Malgrado i loro tentativi, e il grande carisma di Manny in ambito sociale, tutti i loro sforzi finiscono sistematicamente senza portare alcun risultato, e loro, in primis, vengono risucchiati dalla visione nichilista che Bernard ha del mondo.
La serie si distingue per il suo surreale senso dell'umorismo, in particolar modo per quanto riguarda lo stato del negozio: è infatti frequentemente rappresentato con un elevato e anti-igienico livello di sporcizia, indicato in un episodio dai molluschi che vivono nelle condutture e, in un altro addirittura da un tasso morto sul pavimento.